# Swiss Halley: FireFlies
Swiss Halley AG je majitelem značky Fireflies se sídlem v Churerstraße 47, 8808 Pfäffikon, Švýcarsko. Výkonným ředitelem společnosti je Ulrich Märki. Sídlo společnosti je ve Švýcarsku. Zde je k dispozici také kancelář, příjem společnosti přichází sem, zde je zdaněn, čili společnost je v každém ohledu švýcarským daňovým subjektem. Je důležité zdůraznit, že portál a značka Fireflies je vlastnictvím společnosti Swiss Halley AG, kterou si společnost patentovala téměř na celém světě. 
Společnost je pojištěna na 5 miliónů CHF – pojištění odpovědnosti, které je dostupné ve webové kanceláři jednotlivých distributorů. Je součástí Evropského hospodářského prostoru (ne součástí Evropské unie, ale hospodářské unie) a společnost odpovídá všem švýcarským podmínkám, závazkům. V případě krachu musí být vůči cestujícím splněny podmínky ochrany Švýcarských turistických provozovatelů.
Swiss Halley AG, vlastník značky Fireflies, není cestovní kanceláří, ale tour operator, který pracuje na trhu jako zprostředkovatel cestování. To znamená, že registrovaným uživatelům nabízí i nabídky jiných cestovních partnerů jako např. Expedia či Priceline. Snaha společnosti je nabídnout zákazníkům a majitelům balíku zvýhodněnou cenu.
Švýcarsko je zcela v souladu s Evropskou unií. Společnost vyhovuje všem příslušným přihlašovacím závazkům a povinnostem, včetně organizování akcí na českém trhu.
Společnost splňuje všechny zákonné požadavky příslušného trhu, resp. v každém daném státě ve spolupráci s partnerskou advokátní společností, formuje specifickou činnost pro daný stát. Neustále pracuje na vyhovění nejnovějším pravidlům, zákonům Evropské unie, včetně nového zákona EU o ochraně údajů obecného nařízení o ochraně údajů GDPR (General Data Protection Regulation).